# Lamprotornis
A Lamprotornis  a madarak osztályának verébalakúak (Passeriformes) rendjébe és a seregélyfélék (Sturnidae) családjába tartozó nem.

## Rendszerezés
A nemhez az alábbi 17 faj tartozik:
- Hildebrandt-fényseregély (Lamprotornis hildebrandti)
- Shelley-fényseregély (Lamprotornis shelleyi)
- óriás-fényseregély (Lamprotornis australis)
- uszályos fényseregély (Lamprotornis purpuropterus)
- hosszúfarkú fényseregély (Lamprotornis caudatus)
- Meves-fényseregély (Lamprotornis mevesii)
- zöldszárnyú fényseregély (Lamprotornis chloropterus)
- déli zöldszárnyú fényseregély (Lamprotornis elisabeth)
- nyílfarkú fényseregély (Lamprotornis acuticaudus)
- zöldfarkú fényseregély (Lamprotornis chalybaeus)
- ibolyás fényseregély (Lamprotornis purpureus)
- vörösvállú fényseregély (Lamprotornis nitens)
- szenegáli fényseregély (Lamprotornis chalcurus)
- fehérszemű fényseregély vagy kékfülű fényseregély (Lamprotornis splendidus)
- hercegi fényseregély (Lamprotornis ornatus)
- pompás fényseregély (Lamprotornis superbus)
- vöröshasú fényseregély (Lamprotornis pulcher)

Az újabb rendszerek megszüntették a Spreo, a Coccycolius és a Cosmopsarus nemek és az azokhoz tartozó fajokat is beolvasztották a Lamprotornis fajok közé.
- kétszínű fényseregély (Spreo bicolor) vagy Lamprotornis bicolor)
- Fischer-fényseregély (Spreo fischeri vagy Lamprotornis fischeri)
- fehérhomlokú fényseregély (Spreo albicapillus) vagy Lamprotornis albicapillus)
- királycsőricse (Cosmopsarus regius vagy Lamprotornis regius)
- egyszínű csőricse (Cosmopsarus unicolor vagy Lamprotornis unicolor)

Szintén az újabb rendszertani besorolások viszont három fajt elkülönítettek a Lamprotornis fajok közül, létrehozva számukra a Notopholia és a Hylopsar nemet.
- feketehasú fényseregély (Lamprotornis corruscus vagy Notopholia corruscus)
- selymes fényseregély (Lamprotornis purpureiceps vagy Hylopsar purpureiceps)
- rézfényű fényseregély (Lamprotornis cupreocauda vagy Hylopsar cupreocauda)

## Képek

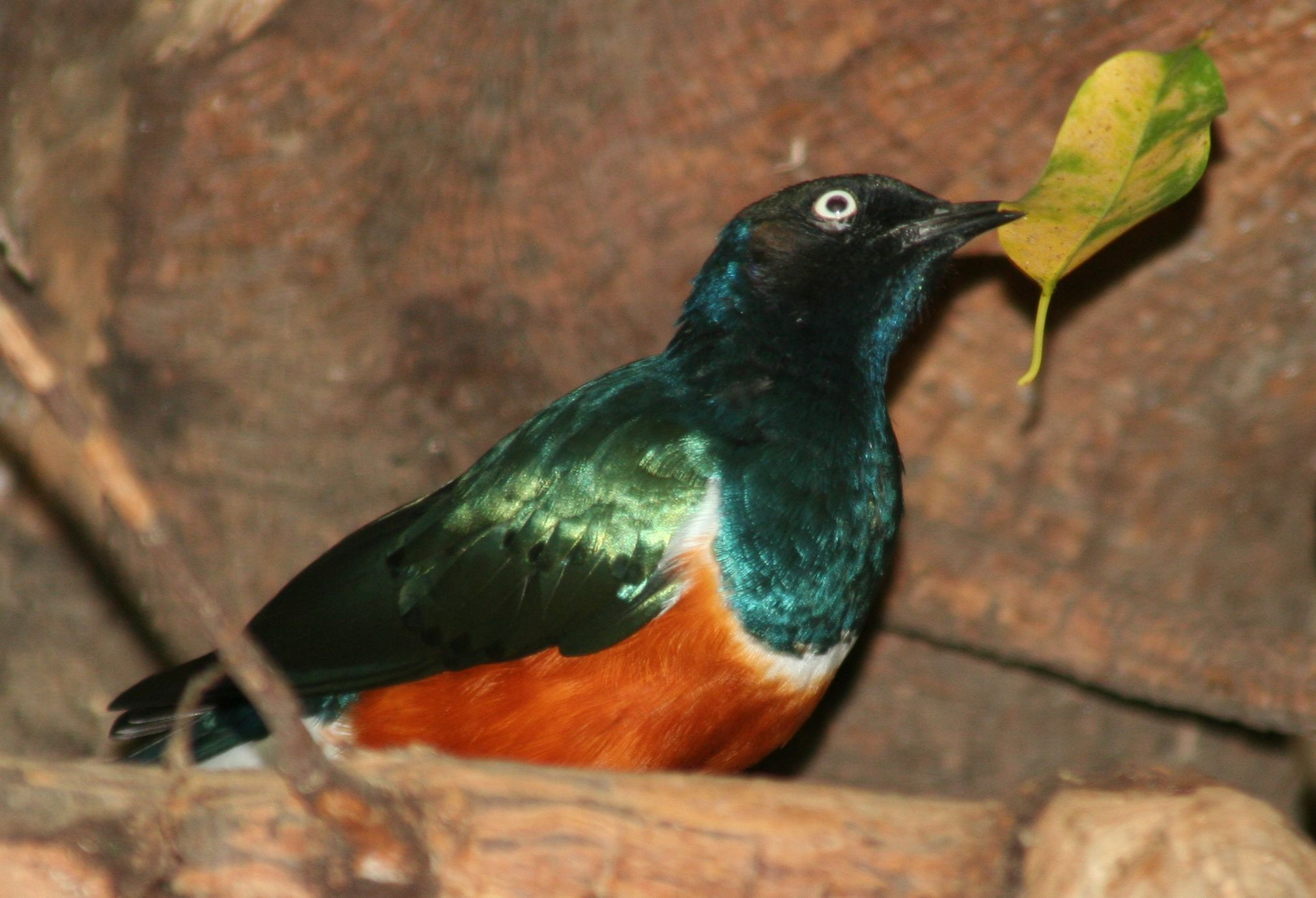
Pompás fényseregély (Lamprotornis superbus)
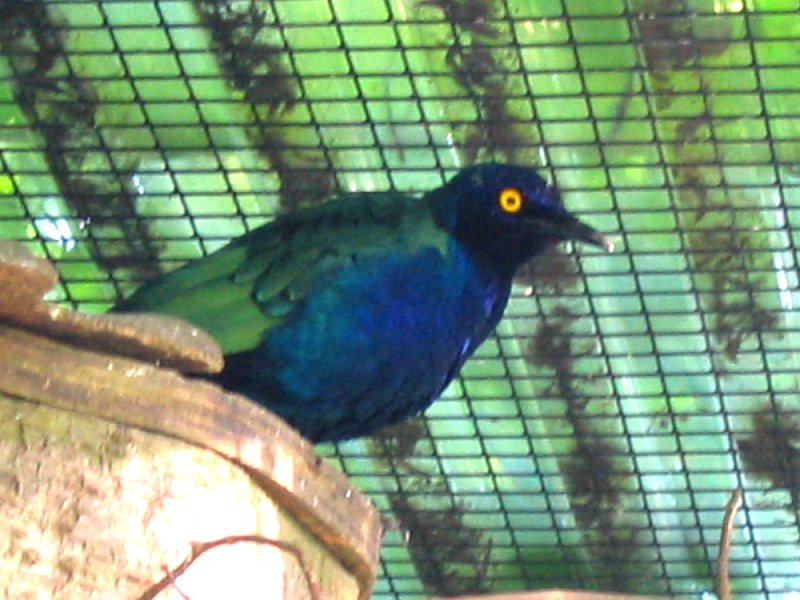
Ibolyás fényseregély (Lamprotornis purpureus)
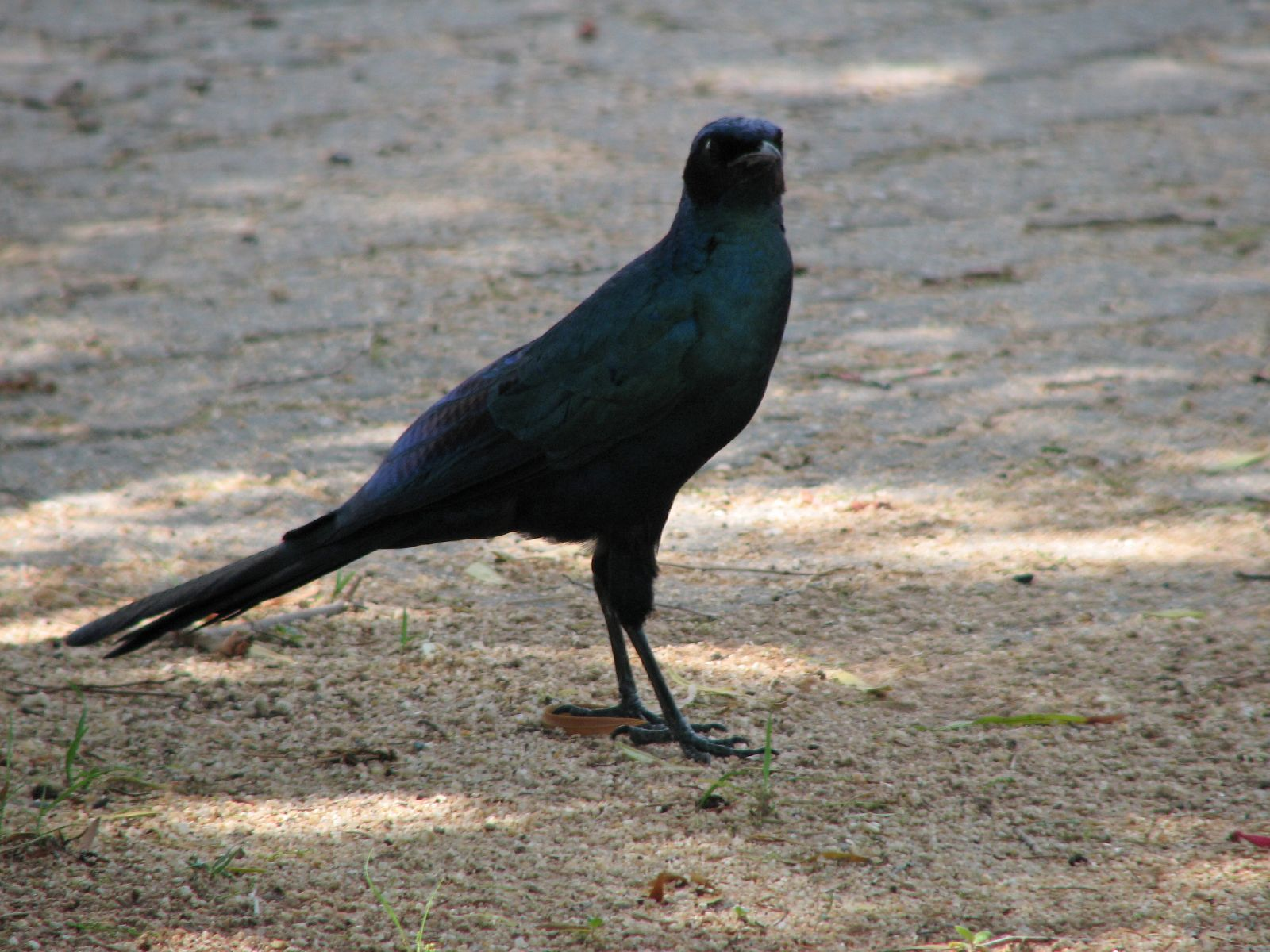
Óriás-fényseregély (Lamprotornis australis)
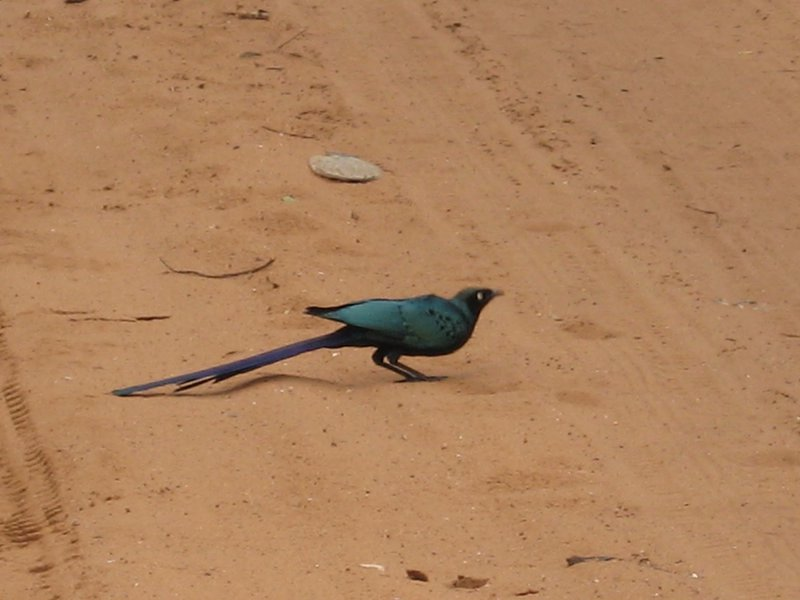
Hosszúfarkú fényseregély (Lamprotornis caudatus)